# Mambo (Computersoftware)
 For alternative betydninger, se Mambo (flertydig). (Se også artikler, som begynder med Mambo)
Mambo er et gratis opensource Content Management System, hvor man kan vedligeholde sin hjemmeside nemt og let.
Kræver
- Apache (version 1.3.19 eller højere)
- MySQL (version 3.23.x eller højere)
- PHP (version 4.2.x eller højere)

## Links
- http://www.mambo-foundation.org/